# Roeland Park
Roeland Park és una població dels Estats Units a l'estat de Kansas. Segons el cens del 2000 tenia 6.817 habitants.

## Demografia
Segons el cens del 2000, Roeland Park tenia 6.817 habitants, 3.007 habitatges, i 1.798 famílies. La densitat de població era de 1.624,7 habitants/km².
Dels 3.007 habitatges en un 26,9% hi vivien nens de menys de 18 anys, en un 46,9% hi vivien parelles casades, en un 10,2% dones solteres, i en un 40,2% no eren unitats familiars. En el 32,5% dels habitatges hi vivien persones soles el 10,5% de les quals corresponia a persones de 65 anys o més que vivien soles. El nombre mitjà de persones vivint en cada habitatge era de 2,27 i el nombre mitjà de persones que vivien en cada família era de 2,91.
Per edats la població es repartia de la següent manera: un 21,8% tenia menys de 18 anys, un 7,8% entre 18 i 24, un 35,5% entre 25 i 44, un 21,1% de 45 a 60 i un 13,8% 65 anys o més.
L'edat mediana era de 36 anys. Per cada 100 dones de 18 o més anys hi havia 86,7 homes.
La renda mediana per habitatge era de 51.455 $ i la renda mediana per família de 61.750 $. Els homes tenien una renda mediana de 40.504 $ mentre que les dones 32.212 $. La renda per capita de la població era de 26.220 $. Entorn del 3% de les famílies i el 5,2% de la població estaven per davall del llindar de pobresa.

## Poblacions més properes
El següent diagrama mostra les poblacions més properes.